# 피에로 토스카니
피에로 토스카니(이탈리아어: Piero Toscani, 1904년 7월 28일 - 1940년 5월 23일)는 이탈리아의 복싱 선수로 1928년 올림픽 미들급 부문에서 금메달을 땄다. 그는 결승전에서 얀 헤르마네크를 제쳤다.

## 경력
토스카니는 1928년 암스테르담 올림픽 미들급에서 체코의 얀 헤르마네크를 제치고 금메달을 획득했다.